# یواس‌اس مونتوک (ال‌اس‌وی-۶)
یواس‌اس مونتوک (ال‌اس‌وی-۶) (به انگلیسی: USS Montauk (LSV-6)) یک کشتی بود که طول آن ۴۵۸ فوت (۱۴۰ متر) بود. این کشتی در سال ۱۹۴۳ ساخته شد.